# Gaston Palewski

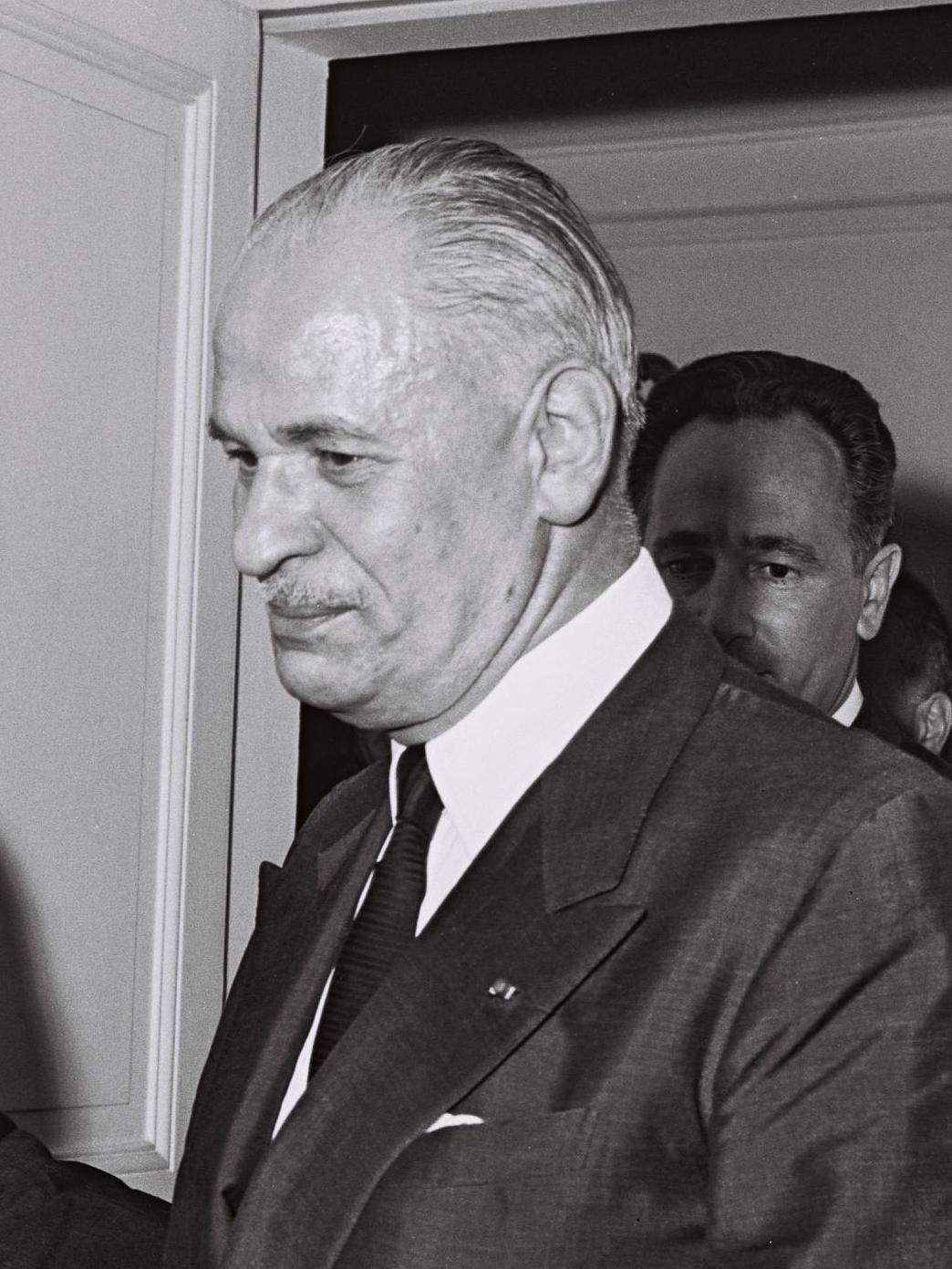
Gaston Palewski (1964)

Gaston Palewski (* 20. März 1901 in Paris; † 3. September 1984 in Le Val-Saint-Germain, Département Essonne) war ein französischer Politiker der Rassemblement du peuple français (RPF), der zwischen 1951 und 1955 Mitglied der Nationalversammlung sowie zwischen Februar und Oktober 1955 Beigeordneter Minister beim Premierminister mit der Zuständigkeit für die Koordinierung der nationalen Verteidigung, wissenschaftliche Forschung, Sahara- und Atomangelegenheiten war. Er war zwischen 1957 und 1962 Botschafter in Italien.
Danach war er von 1962 bis 1965 Staatsminister mit der Zuständigkeit für wissenschaftliche Forschung und Atom- und Weltraumangelegenheiten. Nach seinem Ausscheiden aus der Regierung fungierte er zwischen 1965 und 1974 als Präsident des Verfassungsgerichtshofes (Conseil constitutionnel).

## Leben

### Studium und Militärdienst
Palewski, Sohn eines Ingenieurs und Absolventen der École Centrale Paris (ECP) polnisch-jüdischer Abstammung, war ein jüngerer Bruder von Jean-Paul Palewski, der zwischen 1945 und 1955 für die Mouvement républicain populaire (MRP) sowie erneut von 1958 bis 1978 für die Union pour la Nouvelle République (UNR) ebenfalls Mitglied der Nationalversammlung war. Er selbst absolvierte nach dem Besuch des Collège-Lycée Jacques-Decour, des Lycée Michelet in Vanves sowie des berühmten Lycée Henri IV in Paris ein Studium der Literaturwissenschaft an der Sorbonne der Universität von Paris, an der 1872 von Émile Boutmy gegründeten privaten Hochschule École libre des sciences politiques sowie an der École du Louvre. 
Nach einem Forschungsstudium an der University of Oxford absolvierte er 1924 seinen Militärdienst in Marokko und war dort bis 1925 als Politischer Attaché im Stab des dortigen Generalresidenten, Marschall Hubert Lyautey, tätig. Während dieser Zeit gehörte er im August 1925 auch zu den Mitarbeitern im Stab des Generalinspekteurs der Armee, Marschall Philippe Pétain, als dieser Oberbefehlshaber der französischen Rif-Armee wurde und damit Nachfolger Lyauteys als Befehlshaber der militärischen Operationen während des Rifkrieges gegen Abd al-Karim.
Einen Monat später kehrte Palewski im September 1925 mit Marschall Lyautey, der nunmehr auch als Generalresident für Marokko durch Théodore Steeg abgelöst worden war, nach Frankreich zurück und arbeitete zunächst als Journalist beim Bulletin économique et financier.

### Mitarbeiter von Paul Reynaud
Palewski war zwischen 1928 und 1939 einer der engsten Mitarbeiter des Politikers Paul Reynaud. Er fungierte zunächst als dessen Presseattaché während dessen Amtszeiten als Finanzminister (1930), Kolonialminister (1931 bis 1932), Vize-Premierminister und Justizminister (1932). 1932 gehörte er zeitweilig als Attaché von Reynaud auch zur Delegation bei der vom Völkerbund organisierten Genfer Abrüstungskonferenz.
Zusammen mit Oberst Charles de Gaulle bereitete er 1934 eine parlamentarische Vorlage zur Bildung eines eigenständigen Korps von Panzerdivision innerhalb des Heeres. Allerdings wurden diese Planungen von Philippe Pétain, der zwischen Februar und November 1934 Kriegsminister in der Regierung von Premierminister Gaston Doumergue war, zurückgewiesen, was sich später als einer der Gründe für die schnelle Niederlage gegen die deutsche Wehrmacht im Zweiten Weltkrieg erwies. Im April 1938 wurde er Kabinettschef von Justizminister Reynaud und übte dieses Amt auch nach der Ernennung Reynauds zum Finanzminister im November 1938 aus. In dieser Funktion war er maßgeblich an der Neugestaltung des Kreditwesens sowie die Kapitalrückkehr nach Frankreich beteiligt. Gleichzeitig setzte er auch seine Zusammenarbeit mit de Gaulle fort, mit dem er an der Organisation der Brigaden der Kürassiere arbeitete. Allerdings war sein Vorschlag gegenüber Premierminister Édouard Daladier erfolglos, de Gaulle zum Minister für nationale Verteidigung zu ernennen.

### Zweiter Weltkrieg

#### Unterstützung de Gaulles
Nachdem es zu Meinungsverschiedenheiten zwischen ihm und Reynaud gekommen war, legte Palewski seine Funktion als Kabinettschef freiwillig nieder und meldete sich zum Militärdienst, den er im 34. Nachtbombergeschwader versah und unter anderem entlang der Ruhr operierte. Im Anschluss wurde er zum Befehlshaber der Luftarmee versetzt und nahm dort als Berater an der Schlacht bei Sedan vom 13. bis 15. Mai 1940 teil. Rund drei Wochen später wurde de Gaulle am 6. Juni 1940 auf Palewskis Vorschlag von Paul Reynaud, der mittlerweile Premierminister war, zum Generalmajor befördert und zum Unterstaatssekretär im Ministerium für nationale Verteidigung ernannt, wobei de Gaulle nur zehn Tage lang bis zum 16. Juni 1940 im Amt verblieb.
Im Juni 1940 wurde Palewski mit seinem Geschwader nach Tunesien verlegt. In der Folgezeit versuchte er vergeblich den Generalresidenten in Marokko, Charles Noguès, sowie den Generalresidenten in Tunesien, Marcel Peyrouton, davon überzeugen, die Verteidigung von Nordafrika auch nach dem Waffenstillstand von Compiègne am 22. Juni 1940 fortzusetzen. Nach Beendigung dieser erfolglosen Mission wurde er im August 1940 von General de Gaulle nach London berufen, wo dieser aufgrund Palewskis englischer Freunde und seiner Erfahrungen eine Aufgabe in der Verwaltung des von de Gaulle organisierten Widerstandsbewegung Freien Frankreich (France Libre) vorgesehen hatte.
In London lernte er auch Nancy Mitford, eine Tochter von David Bertram Ogilvy Freeman-Mitford, 2. Baron Redesdale, kennen, die zu seiner Geliebten wurde.

#### Kommandant derForces françaises libresin Ostafrika
Im Dezember 1940 wurde Palewski dort zum Direktor für politische Aufgaben ernannt und war dort zuständig für die Aktionen in den von der Wehrmacht besetzten, nicht freien Gebieten Frankreichs. Zugleich war er Herausgeber der Zeitschrift der Bewegung, La Marseillaise, sowie einer der Sprecher des Programms des Freien Frankreich in der BBC. Diese Funktionen bekleidete er bis zu seiner Ernennung zum Kommandanten der Forces françaises libres (FFL) in Ostafrika im März 1941 und organisierte dort in der Folgezeit die Kämpfe gegen die italienischen Streitkräfte in Äthiopien und fungierte gleichzeitig als Repräsentant des Freien Frankreich im Kaiserreich Abessinien. Der Kaiser von Abessinien Haile Selassie erlaubte Frankreich die Kontrolle des Schienenverkehrs in Äthiopien, der 1894 mit der Gründung der halbstaatlichen französischen Gesellschaft Compagnie Impériale des Chemins de Fer Éthiopiens begann und insbesondere die wichtige Bahnstrecke Dschibuti–Addis Abeba (Meterspur) umfasste.
Nach seiner Rückkehr nach London wurde Palewski im September 1942 zum Kabinettschef von General de Gaulle ernannt und organisierte in dieser Funktion als Leiter des Zivilbüros zusammen mit Pierre Billotte und Jacques Soustelle ein gaullistisches Netzwerk zu den britischen und US-amerikanischen Alliierten. Nach der Gründung des Französischen Komitees für die Nationale Befreiung am 3. Juni 1943 in Algier wurde er Kabinettschef de Gaulles, der Präsident dieses Gremiums wurde und begleitete diesen auf dessen Reisen nach London, Paris sowie Algier.

### Nachkriegszeit und Vierte Republik

#### Rückkehr nach Frankreich und Mitgründer der RPF
Palewski gehörte zu den maßgeblichen Organisatoren der Rückkehr de Gaulles nach Frankreich sowie bei der Vorbereitung einer nationalen, ausschließlich französischen provisorischen Regierung (Gouvernement provisoire de la République française). Die Funktion des Kabinettschefs von de Gaulle behielt er auch während dessen Präsidentschaft der Provisorischen Regierung vom 3. Juni 1944 bis 20. Januar 1946. Auf seinen Vorschlag hin kam es nach der Befreiung Frankreichs zur Gründung des Planungskommissariats mit Jean Monnet als dessen Vorsitzenden. Er selbst verzichtete auf ein politisches Wahlmandat, um die Mitarbeit bei de Gaulle fortzusetzen und diesen aktiv bei der Gründung der Rassemblement du peuple français (RPF) am 18. Juni 1947 zu unterstützen. Er wurde im Juli 1947 Mitglied des Exekutivkomitees der RPF und war im Anschluss seit Juni 1949 Mitglied des Vorstandes der RPF.
Zugleich war er Gründer und führende Persönlichkeit des Comité national d’études, eine Denkfabrik zur strategischen Planung der Rückkehr de Gaulles an die Macht. Dabei war er maßgeblich an der Einbeziehung Persönlichkeiten wie Raymond Aron, André Malraux, Louis Vallon, Michel Debré, Jacques Soustelle und Georges Pompidou beteiligt. Darüber hinaus engagierte er sich in der Zusammenarbeit der RPF mit ausländische politischen Parteien. Zugleich war er einer der herausgehobenen Redner auf den Parteiveranstaltungen der RPF im Vélodrome d’Hiver sowie in Vincennes.

#### Mitglied der Nationalversammlung
Bei den Wahlen zur Nationalversammlung kandidierte Palewski am 17. Juni 1951 im sechsten Wahlkreis des Département Seine als Spitzenkandidat der gaullistischen Liste der RPF und mit dem Bürgermeister von Vincennes, Antoine Quinson, als Huckepack-Kandidaten. Die RPF musste dabei einen schwierigen Wahlkampf in diesem von Arbeitern dominierten Wahlkreis führen, der von Jacques Duclos sowie dem ehemaligen Minister Charles Tillon von der Parti communiste français (PCF) geprägt war. Die öffentlichen Auftritte der RPF-Kandidaten wurde dabei oftmals von militanten Anhängern der PCF gestört. Dennoch konnte die RPF trotz der vorherrschenden Stellung der PCF 88.497 der 298.719 abgegebenen Stimmen erzielten und mit einem Stimmenanteil von 29,6 Prozent mit Palewski und Quinson zwei Abgeordnete stellen.
Nach seinem Einzug in das Palais Bourbon trat Palewski als Kabinettschef de Gaulles zurück und schlug Pompidou für dieses Amt vor. Am 6. Juli 1951 wurde er Mitglied des Auswärtigen Ausschusses (Commission des affaires étrangères), ehe er 1954 als Mitglied in den Ausschuss für Arbeit und soziale Sicherheit (Commission du travail et de la sécurité sociale) wechselte und schließlich 1955 Mitglied des Ausschusses für allgemeines Wahlrecht, Verfassungsrecht, Geschäftsordnung und Petitionen (Commission du suffrage universel, des lois constitutionnelles, du règlement et des pétitions) wurde. Zugleich übernahm er 1951 die Funktion als stellvertretender Vorsitzender der Fraktion der RPF und gehörte bis zum 1. Dezember 1955 der Nationalversammlung als Mitglied an.
Daneben war er seit 1951 Mitglied des Vorstands des Fonds d’investissement pour le développement économique et social (FIDES), ein Finanzfonds zur wirtschaftlichen und sozialen Entwicklung der Kolonien, und wurde 1953 auch Mitglied des Koordinierungsausschusses für Fragen zur Europäischen Gemeinschaft für Kohle und Stahl (EGKS). Darüber hinaus wurde er 1954 auch Mitglied des Koordinierungsausschusses zur Untersuchung der Probleme in Französisch-Indochina.
Zu Beginn der 1950er Jahre sprach er sich gegen eine vorschnelle Entspannung der deutsch-französischen Beziehungen wegen der Saarfrage aus und stand insbesondere einer Wiederbewaffnung der Bundesrepublik Deutschland ohne französische Kontrolle ablehnend gegenüber. Aus diesem Grund sprach er sich gegen die Gründung der Europäischen Verteidigungsgemeinschaft (EVG) aus und lehnte auch den Beitritt der Bundesrepublik Deutschland zur NATO ab.
Andererseits kritisierte er aber auch die Tunesien-Politik von Außenminister Robert Schuman und sprach sich für Verhandlungen zu den Beziehungen mit der Sowjetunion aus. Während er sich bei den Abstimmungen zu den Ernennungen der Premierminister Edgar Faure am 20. Januar 1952, von Antoine Pinay am 6. März 1952, von René Mayer am 8. Januar 1953 sowie von Joseph Laniel am 28. Juni 1953 der Stimme enthielt, stimmte er für die Ernennung der Premierminister Pierre Mendès France am 17. Juni 1954 sowie von Edgar Faure am 23. Februar 1955.

#### Vizepräsident der Nationalversammlung
Am 6. Januar 1952 wurde Palewski zum Vizepräsidenten der Nationalversammlung gewählt und bekleidete dieses Amt bis zum 23. Februar 1955 als einer der Stellvertreter von Édouard Herriot beziehungsweise André Le Troquer, die zwischen dem 21. Januar 1947 und dem 12. Januar 1954 Präsident der Nationalversammlung beziehungsweise vom 12. Januar 1954 bis zum 11. Januar 1955 waren. Zuletzt war er Stellvertreter von Pierre Schneiter, der seit dem 11. Januar 1955 Präsident der Nationalversammlung war.
Er leitete als Vizepräsident der Nationalversammlung 83 Sitzungen des Parlaments und war 1952 auch Leiter einer parlamentarischen Delegation bei einem Besuch in der Türkei. Dabei sprach er vor der Großen Nationalversammlung der Türkei, um die türkischen Parlamentarier von der Wichtigkeit eines Beitritts zur NATO zu überzeugen.

#### Beigeordneter Minister im zweiten Kabinett Faure

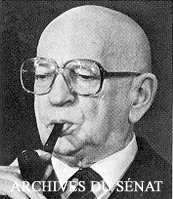
In der zweiten Regierung von Premierminister Edgar Faure bekleidete Palewski als einflussreicher Beigeordneter Minister beim Premierminister sein erstes Regierungsamt

Am 23. Februar wurde Palewski von Premierminister Edgar Faure in dessen zweites Kabinett berufen und bekleidete in diesem bis zum 6. Oktober 1955 das Amt eines Beigeordneten Ministers beim Premierminister mit der Zuständigkeit für die Koordinierung der nationalen Verteidigung, wissenschaftliche Forschung, Saharaangelegenheiten und Atomangelegenheiten (Ministre délégué à la présidence du Conseil, chargé de la coordination de la Défense nationale, de la recherche scientifique, des affaires sahariennes et atomiques).
Als solcher war er maßgeblich an den Debatten zum Verteidigungshaushalt 1955 und 1956 sowie an der Gründung eines Ständigen Generalsekretariats für nationale Verteidigung beteiligt. Darüber hinaus war er bereits an der Kabinettsbildung am 23. Februar 1955 als Berater Faures beteiligt, als er diesem die Ernennung von Marie-Pierre Kœnig zum Verteidigungsminister vorschlag, nachdem dieses Ressort in der Vorgängerregierung auf Jacques Chevallier als Minister für nationale Verteidigung und Maurice Bourgès-Maunoury als Minister für die Streitkräfte aufgeteilt war. Zugleich hatte er großen Einfluss auf die Aufstellung des Zweiten Atomplans.
Im Herbst 1955 wurde Palewski während der Spannungen in Marokko zunehmend kritischer gegenüber Premierminister Faure, dem er mangelnde Entschlossenheit gegen den Nationalisten und dem früheren Generalresidenten in Französisch-Marokko Alphonse Juin vorwarf und den er wegen dortigen blutigen Unruhen kritisierte. Dies führte dazu, dass er am 6. Oktober 1955 zusammen mit Verteidigungsminister Kœnig sowie dem Minister für Veteranen und Kriegsopfer, Raymond Triboulet, zur Unterstützung der Gaullisten zurücktrat und sich der Opposition anschloss, in der er die Bildung einer Regierung der öffentlichen Gesundung (Gouvernement de salut public) forderte.

#### Wahlniederlage 1956 und Botschafter
Bei den Wahlen zur Nationalversammlung am 2. Januar 1956 erlitt Palewski eine Niederlage und verlor sein Abgeordnetenmandat. Als Spitzenkandidat im sechsten Wahlkreis des Département Seine der von Jacques Chaban-Delmas geführten Républicains sociaux (RS) erhielt er nur 20.913 der 371.902 der abgegebenen Stimmen (5,6 Prozent). 
1957 wurde er von Außenminister Christian Pineau als Nachfolger von Jacques Fouques-Duparc zum Botschafter in Italien (Ambassadeur de France en Italie) ernannt. Er verblieb auf diesem diplomatischen Posten bis April 1962 und wurde dann von Armand Bérard abgelöst.

### Fünfte Republik

#### Minister im ersten und zweiten Kabinett Pompidou
Nachdem Palewski als Botschafter in Italien abberufen wurde, wurde er am 16. April 1962 von Premierminister Georges Pompidou in dessen erstes Kabinett berufen und übernahm in diesem das Amt als Staatsminister und Minister für wissenschaftliche Forschung und Atom- und Raumfahrtangelegenheiten (Ministre d’État, chargé de la recherche scientifique et des questions atomiques et spatiales). Dieses Ministeramt bekleidete er auch in der zweiten Regierung Pompidou bis zum 22. Februar 1965.
In dieser Funktion war er einer der Hauptinitiatoren bei der Entwicklung des Atomprogramms sowie einer Einrichtung einer Atomstreitmacht. Bei In Ekker führte die französische Armee in dieser Zeit 13 unterirdische Kernwaffentests (Essai nucléaire) durch. Beim zweiten Test am 1. Mai 1962 waren Palewski sowie Verteidigungsminister Pierre Messmer anwesend. Dabei kam es zu einer Explosion, die zu einer Radioaktivität in der Atmosphäre führte. Dadurch wurden etwa hundert Personen, darunter die beiden Minister, mit einer Strahlendosis von jeweils über 50 mSv verstrahlt. 1964 nahm er in Madrid auch an einer Konferenz zur Einrichtung des Europäischen Weltraumastronomiezentrum (ESAC) bei Madrid teil und entwickelte eine internationale Zusammenarbeit zwischen Industrie und Forschung. Des Weiteren war er Initiator des 1964 eröffneten Raumfahrtzentrums in Kourou in Französisch-Guayana, wo kurz nach der Eröffnung 1964 die Höhenforschungsrakete vom Typ Véronique startete. 
Zugleich war er nach einem Gespräch mit Nikita Sergejewitsch Chruschtschow Initiator des Verkaufs der Farbfernsehversion SECAM (Séquentiel couleur à mémoire) an die Sowjetunion und letztlich auch Förderer der Beziehungen zwischen den beiden Staaten.
Nach dem Attentat von Petit-Clamart auf Charles de Gaulle am 22. August 1962 überzeugte er den Präsidenten davon, durch ein Referendum eine Veränderung der Verfassung der Fünften Französischen Republik durchzuführen, die ab der Präsidentschaftswahl 1965 eine Direktwahl des Staatspräsidenten vorsah.

#### Präsident des Verfassungsgerichtshofes
Nach dreijähriger Ministertätigkeit schied Palewski am 22. Februar 1965 aus der zweiten Regierung Pompidou aus, nachdem er von Präsident de Gaulle als Nachfolger von Léon Noël zum Präsidenten des Verfassungsgerichtshofes (Conseil constitutionnel) ernannt worden war. In dieser Funktion verblieb er neun Jahre lang bis zu seiner Ablösung durch Roger Frey am 25. Februar 1974.
In seine Amtszeit fiel der Rücktritt von Präsident de Gaulle am 28. April 1969, nachdem dieser mit 53,5 Prozent Gegenstimmen an einem Referendum gescheitert war, das durch die Anerkennung der Regionen als Collectivité territoriale die Dezentralisierung voranbringen sollte. Dadurch kam es zu vorgezogenen Präsidentschaftswahlen am 1. und 15. Juni 1969, aus denen der gaullistische bisherige Premierminister Georges Pompidou hervorging. Darüber hinaus fiel die bedeutende Entscheidung vom 16. Juli 1971, in der der Verfassungsgerichtshof über das Gleichgewicht der Freiheitsrechte entschied.

#### Sonstiges Engagement und Auszeichnungen

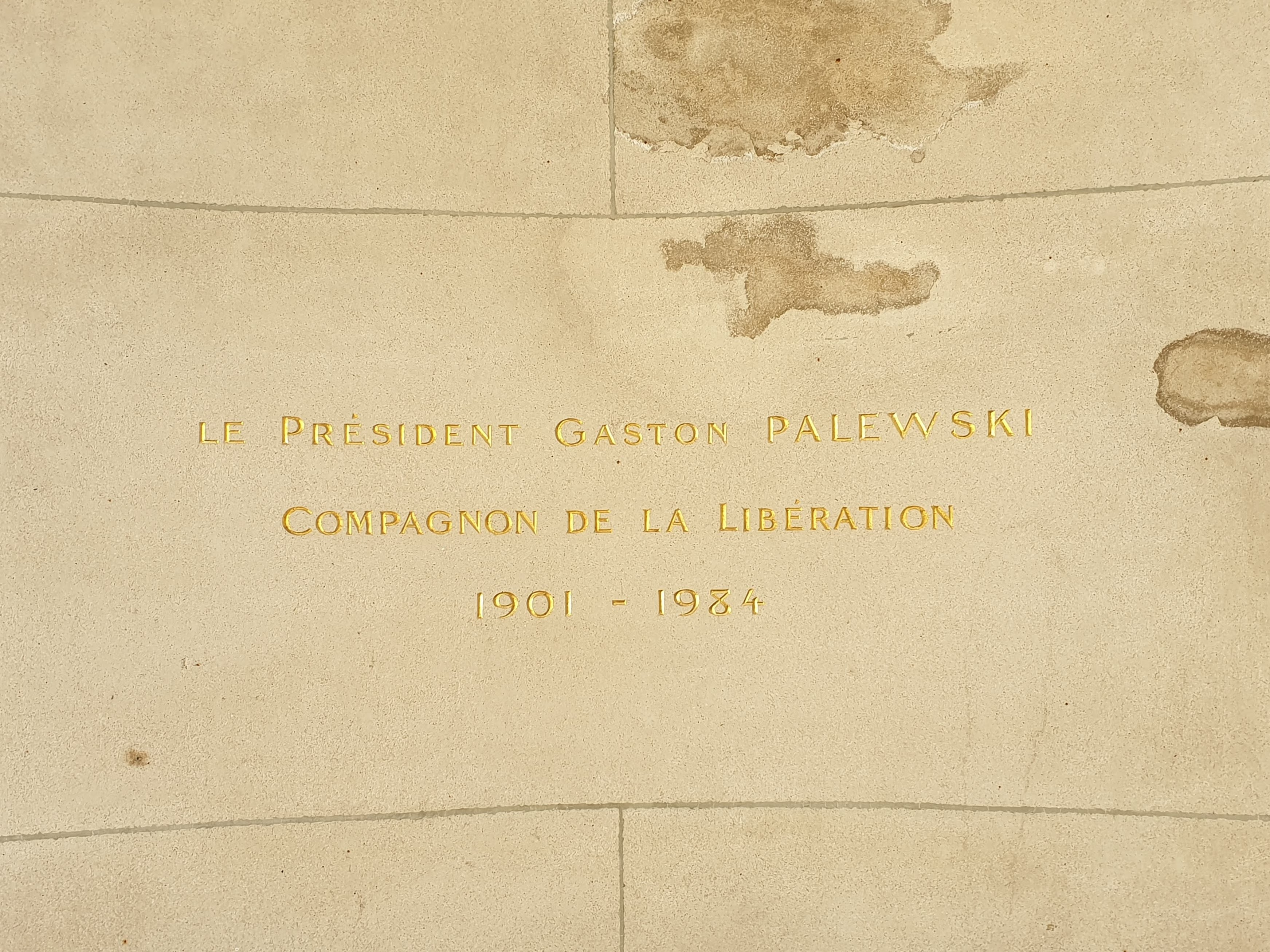
Grab von Gaston Palewski auf dem Pariser Friedhof von Passy

Neben seiner politischen und richterlichen Laufbahn engagierte sich Palewski für Kunst sowie Kultur und wurde 1968 zum Mitglied der Académie des Beaux-Arts gewählt. Daneben war er Vizepräsident des Kunstbeirates der Nationalmuseen sowie Direktor und später Ehrenpräsident der am 1. August 1829 gegründeten Revue des Deux Mondes, eines der ältesten noch existierenden Magazine Europas.
1971 war er Mitgründer des Institut Charles de Gaulle und folgte 1976 André Malraux als dessen Präsident. Diese Funktion übte er bis zu seinem Tod 1984 aus. Sein Nachfolger wurde anschließend Geoffroy Chodron de Courcel.
Für seine langjährigen Verdienste wurde Palewski das Großkreuz der Ehrenlegion, das Großkreuz des Kronenordens von Belgien sowie das Großkreuz des Verdienstordens der Italienischen Republik verliehen. Ferner wurde er Compagnon de la Libération sowie Träger des Croix de guerre 1939–1945.
Palewski, der zu den langjährigen Kunden der Schmuckdesignerin Suzanne Belperron zählte, wohnte in der Rue Bonaparte im 6. Pariser Arrondissement. Zu seinen Mitbewohnern im Haus gehörte der Cartoonist Jean Effel. Er war mit Helen Violette de Talleyrand-Périgord verheiratet, einer Nachfahrin von Charles-Maurice de Talleyrand-Périgord und Enkelin des Unternehmers Jay Gould. Sein Grab befindet sich auf dem Friedhof von Passy im 16. Pariser Arrondissement. 

## Veröffentlichungen
- L’Atome, notre destin, 1955
- Population and Human Values, 1963
- La science, clé de l'avenir français, 1963
- Notice sur la vie et les travaux de Jacques Jaujard: 1895-1967, 1968
- Venise au dix-huitième siècle: peintures, dessins et gravures des collections françaises, Mitautorin Nicola Ivanoff, 1971
- L’épée du duc de Castries, de l’Académie française, Mitautoren Maurice Dumoncel, René de La Croix Duc de Castries, 1973
- Hier et aujourd’hui: 1974, 1975
- Le Miroir de Talleyrand: Lettres inédites à la duchesse de Courlande pendant le Congrès de Vienne, 1976, ISBN 2-26200-014-X
- Mémoires d'action: 1924-1974, Herausgeber Eric Roussel, 1988, ISBN 2-25901-875-0

## Hintergrundliteratur
- Geoffrey Adams: Political Ecumenism: Catholics, Jews, and Protestants in De Gaulle’s Free France, 1940-1945, 2006, ISBN 0-77357-666-5 (Onlineversion in Google Books)
- Elisabeth Glasser-Yverneau: Gaston Palewski, acteur et témoin d'un demi-siècle de vie publique et politique française (1924-1974), 2008
- Jacques Bernot: Gaston Palewski: premier baron du gaullisme, 2010, ISBN 2-75540-417-5
- Lisa Hilton: The Horror of Love: Nancy Mitford and Gaston Palewski in Paris and London, 2011, ISBN 0-29785-961-7 (Onlineversion in Google Books)
- Selina Hastings: Nancy Mitford, 2012, ISBN 1-44811-241-9 (Onlineversion in Google Books)